# NECシステムテクノロジー

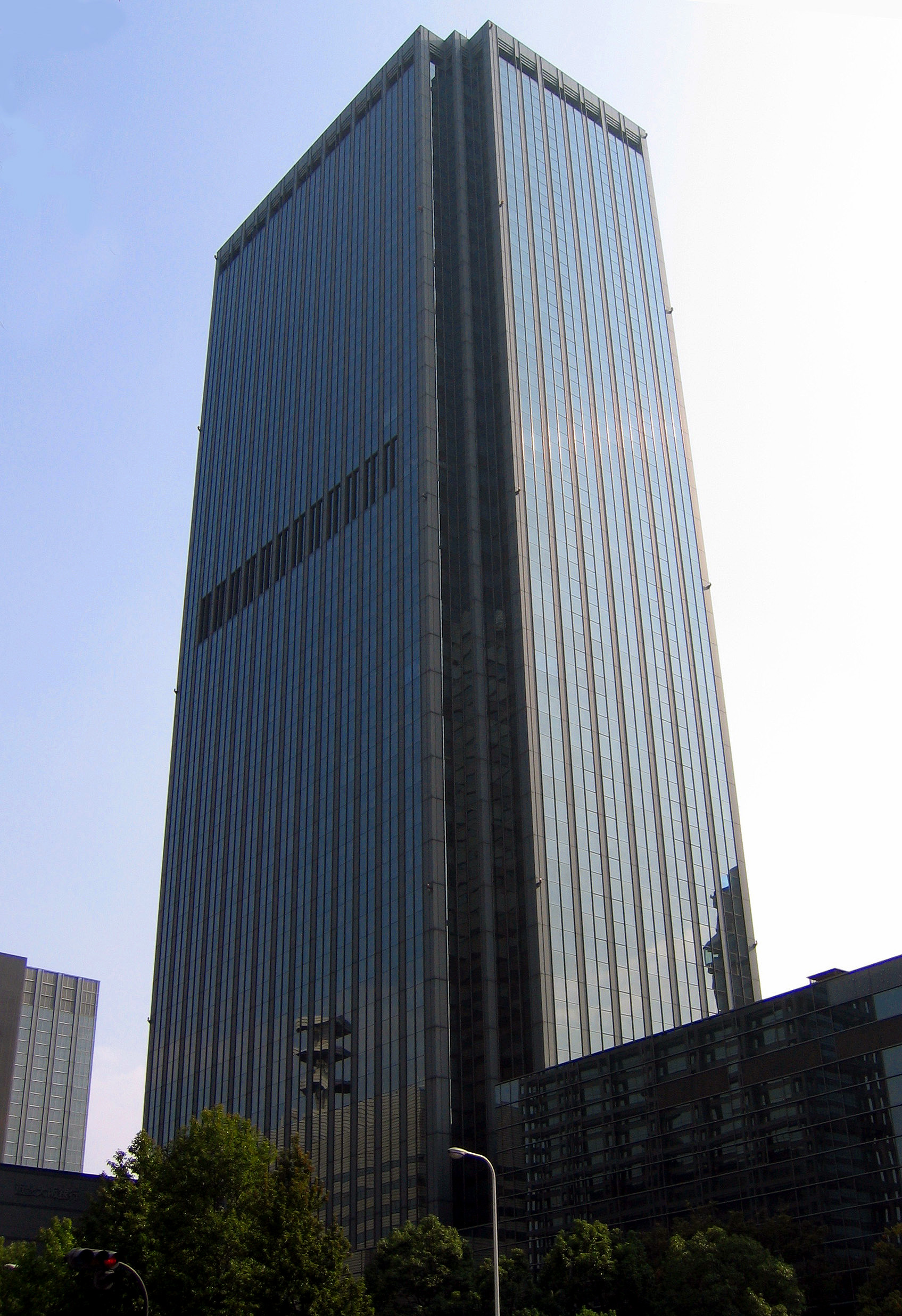
大阪本社が入居していたOBPキャッスルタワー

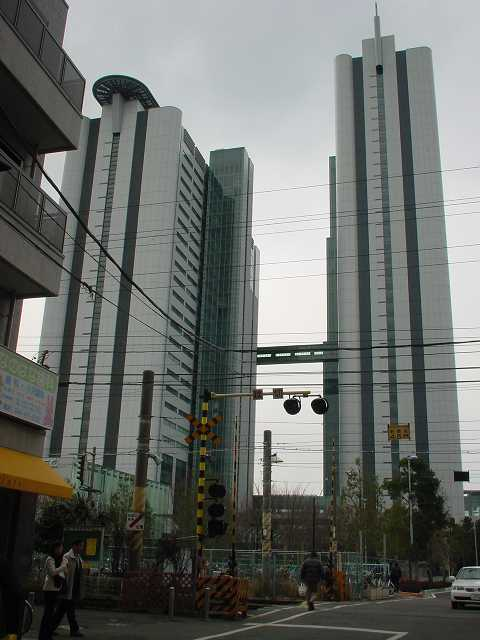
東京本社が入居していたNEC玉川ルネッサンスシティ

NECシステムテクノロジー株式会社は、かつて存在したNECグループの企業。大阪市中央区に本社を置き、システムインテグレーション及びソフトウェア開発、ハードウェア開発を主たる事業としていた。

## 概要
1977年に設立された関西日電ソフトウェア（1981年に関西日本電気ソフトウェアに改称）を源流とする。2001年10月1日に関西日本電気ソフトウェアを存続会社とし、神戸日本電気ソフトウェア、岡山日本電気ソフトウェア、中国日本電気ソフトウェア、四国日本電気ソフトウェアの5社が合併し、NECシステムテクノロジー株式会社に商号変更。
2003年には東証一部に上場したが、その後のNECの当社に対する方針転換で2005年に完全子会社化され、上場廃止となった。
大阪と東京の2本社体制で、事実上の本社機能は大阪にあった。NECグループでは、九州沖縄を除く西日本地域の中核SIerであった。大阪の本社は、関西日本電気ソフトウェア時代の1989年より、大阪ビジネスパーク内のOBPキャッスルタワーにあった。
2014年4月に、他のNECソフトウェアグループ6社とともに、NECソリューションイノベータに再編統合された。

## 拠点一覧

### 本社
- 大阪本社 : 大阪市中央区城見1-4-24　NEC関西ビル
- 東京本社 : 川崎市中原区下沼部1753　NEC玉川ルネッサンスシティ

### 事業所
- 神戸事業所（NEC神戸システムセンター内）（神戸市西区）
- 岡山事業所（岡山市）
- 広島事業所（NEC広島西風新都システムセンター内）（広島市）
- 四国事業所（松山市）

### ソリューションセンター
- 京都ソリューションセンター（京都市下京区）
- 和歌山ソリューションセンター（和歌山市）
- 鳥取ソリューションセンター（鳥取市）
- 松江ソリューションセンター（松江市）
- 高松ソリューションセンター（高松市）
- 徳島ソリューションセンター（徳島市）
- 高知ソリューションセンター（高知市）

### 研究所
- システムテクノロジーラボラトリ（奈良県生駒市）

## 沿革
- 1977年（昭和52年）4月 - 関西日電ソフトウェア株式会社として設立。
- 1981年（昭和56年）11月 - 関西日本電気ソフトウェア株式会社に社名変更。
- 1982年（昭和57年）1月 - システムソフトウェアの開発を開始。
- 1997年（平成9年）9月 - SIサービス事業でISO 9001認証を取得。
- 1998年（平成10年）10月 - IT基盤ソフトウェア事業でISO 9001認証を取得。
- 2001年（平成13年）10月 - 神戸・岡山・中国・四国日本電気ソフトウェア各社と合併、NECシステムテクノロジーに商号変更。
- 2002年（平成14年）4月 - 東京本社を設置。
- 2003年（平成15年）
  - 4月 - システムテクノロジーラボラトリを設置。
  - 8月 - プライバシーマークの認証を取得。
  - 9月 - 東京証券取引所市場第一部に上場。
  - 11月 - 大阪本社、東京本社、広島事業所（西風新都）でISO 14001認証を取得。
- 2004年（平成16年）
  - 8月 - 株式会社東忠と共同で、中国現地法人としてNEC軟件系統科技（杭州）有限公司を設立（設立）。
  - 11月 - 神戸事業所、岡山事業所、広島事業所、京都ソリューションセンター、和歌山ソリューションセンターでISO 14001認証を取得。
- 2005年（平成17年）
  - 4月 - 日本電気のNEソフトウェア開発グループビジネスユニット（現 SI・ソフト開発グループビジネスユニット）の中核事業会社として再編。
  - 6月 - 日本電気による株式公開買付及び株式交換により、同社の完全子会社となり上場廃止。
  - 12月 - HCL Technologies Ltd. と共同で、インド現地法人として NEC HCL System Technologies Ltd. を設立。
- 2006年（平成18年）
  - 10月 - NECシージーネット株式会社を子会社化。
  - 11月 - 全社でISO14001認証を取得。
- 2009年（平成21年）7月 - NECシージーネットを吸収合併。
- 2014年（平成26年）4月 - NECソリューションイノベータに再編統合。